# Eötvös József (író)
Vásárosnaményi báró Eötvös József Károly Bertalan Adalbert (Buda, 1813. szeptember 3. – Pest, 1871. február 2.) magyar jogász, író, a Batthyány-kormány, majd az Andrássy-kormány vallás- és közoktatásügyi minisztere, a Magyar Tudományos Akadémia (1866-tól 1871-ig) és a Kisfaludy Társaság első elnöke (1860–1867), Eötvös Ignác politikus fia, Eötvös Loránd fizikus apja.

## Élete
Báró Eötvös Ignác és báró Lilien Anna (1786–1858) palotahölgy fia volt. Anyai nagyszülei báró Lilien József (1753–1828), nagybirtokos, és muraszombati, széchyszigeti és szapári gróf Szapáry Julianna (1759–1788) asszony voltak. Középiskolai tanulmányait a Budapesti Királyi Egyetemi Katolikus Gimnáziumban, egyetemi tanulmányait pedig a pesti egyetem bölcselet és történelem szakain végezte, 1826-tól 1831-ig. Szellemi fejlődésére nagy hatást gyakorolt nevelője, Pruzsinszky József, aki a francia felvilágosodás híveként felkeltette a fiatal Eötvös érdeklődését a politika és a filozófia iránt. Szoros barátságba került Szalay Lászlóval, aki megerősítette irodalmi hajlamait.
Jelen volt az 1832. évi országgyűlésen Pozsonyban, azalatt ügyvédi vizsgát tett 1833-ban. Már 1831-ben aljegyző lehetett Fejér vármegyében, 1835-ben pedig a magyar udvari kancelláriához került, ahol 1836-ban fogalmazói állást kapott. 1837-ben az eperjesi kerületi tábla közbírája lett. Közhivatalnoki  pályája innen egészen kultusz- és közoktatási miniszterségéig megszakadt.
1836–37-ben beutazta Németországot, Svájcot, Hollandiát, Franciaországot és Angliát. Utazásai alatt új politikai ideológiákat és új irodalmi ötleteket szívott magába. Már utazásának megkezdése előtt levelező tagjává választotta a Magyar Tudományos Akadémia (1835. szeptember 14.), majd rendes tagjává 1839. november 23-án választotta. A későbbiekben, 1855-ben másodelnökké, 1870-ben pedig elnökké nevezte ki.
1840-ig a Borsod vármegyei Sályon élt, apja birtokán, és szinte teljes egészében az irodalomnak szentelte magát. Az 1840-es országgyűlés előtt előbb Budára, később Pestre tette át lakását.
Irodalmi munkásságának kezdete, kiváltképp a Karthausi című regénye nagy elismerést szerzett neki úgy az irodalomban,  mint a közéletben. 1838. november 25-én a Kisfaludy Társaság is tagjának választotta, amelyet 1847-ben megújított, végül 1860. május 24-én elnökké választották. További kitűnő regényei: A falu jegyzője (1845),  Magyarország 1514-ben (1847), Nővérek (1857). Ezekben a regényekben, színdarabban és a Pesti Hírlapban hirdette haladó politikai eszméit.
Véleménynyilvánítása a számára fontos fogházjavítás kérdésében egész irodalmat teremtett; pártolóinak élén Szemere Bertalan állt. Hazatérése után elsőként a fogházkörülmények javításának szükségességéről írt. Jobbára az ő írása nyomán az 1840-es országgyűlés már az egyik legfontosabb feladatul tűzte ki a börtönviszonyok megjavításának ügyét, ezért országos bizottmányt nevezett ki, amelynek Eötvös is tagja volt. 1840-ben az országgyűlésen mint felsőházi tag szerepelt, az ellenzék soraiban. Mély benyomást keltett műveltségével és szónoki képességével. Egyik első beszédében kiállt a zsidó emancipáció mellett. 1841-ben ezt a beszédét kibővítve megjelentette. Többnyire pártolta és szónoklataival támogatta az alsóház előterjesztéseit. Csak néha tért el pártja nézeteitől, az utókor azonban a legtöbb esetben őt igazolta. Ennek egyik legkiemelkedőbb példája a vallásügy volt, amely végül is az ő önálló – korábban különcnek és gyanúsnak tartott – véleménye alapján került rendezésre.
1841-ben, amikor gróf Széchenyi István a frissen induló Pesti Hírlap ellen heves támadásba lendült, Kossuth Lajos védelmére kelt, s megírta a „Kelet népe és Pesti Hírlap” című röpiratát. Az 1843-as országgyűlésen ismét megjelent. Ekkor a magyar ellenzéknek már országos tekintélye volt, Batthyány Lajos és Teleki László grófok mellett ő volt a főrendi ellenzék egyik vezéralakja. Amikor a Pesti Hírlap 1844 közepén a központosítás egyik fő közlönyévé vált, Szalay Lászlónak egyik legfőbb, legtekintélyesebb munkatársa lett. Itt fejtette ki, hogy Magyarország fellendítésére az egyetlen biztos rendszer a parlamentáris kormányzat. Cikkei külön is megjelentek „Reform” című könyvében (Lipcse, 1846 és Pest, 1868. A kötetet részletes kifejtések egészítették ki „Teendőink” címmel (Pesti Hírlap, 1847).

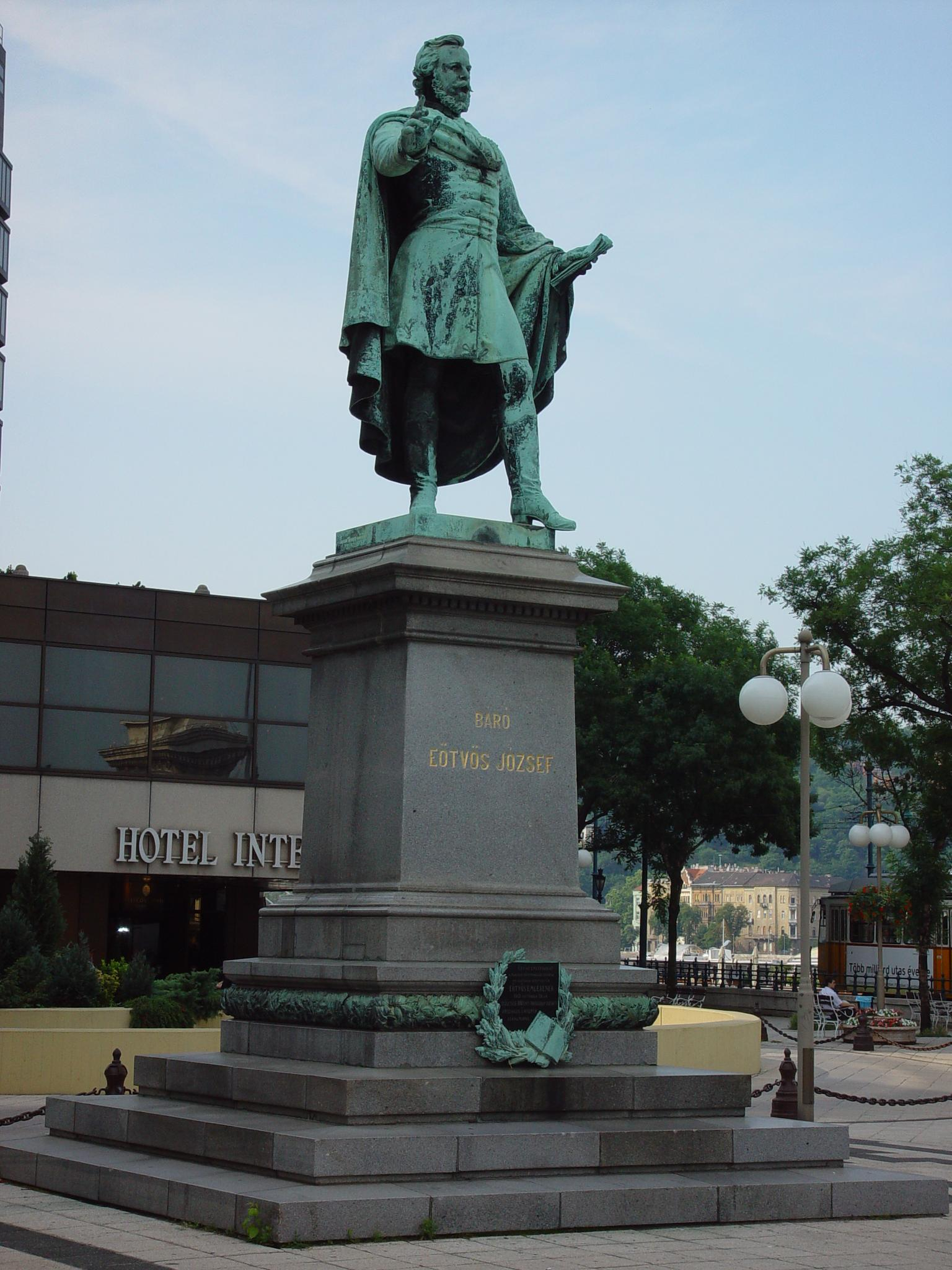
Eötvös József szobra a budapesti Eötvös téren

A kormány a reformtörekvésekre válaszul az adminisztrátori rendszerrel lépett fel, ez szorosabb összefogásra intette az ellenzéket. Eötvös egyike volt azoknak, akik az összetartásért mindent megtettek, feledve minden korábbi sérelmét. Később a parlamenti kormány gondolatát az országos ellenzék programjába is sikerült beiktatnia.

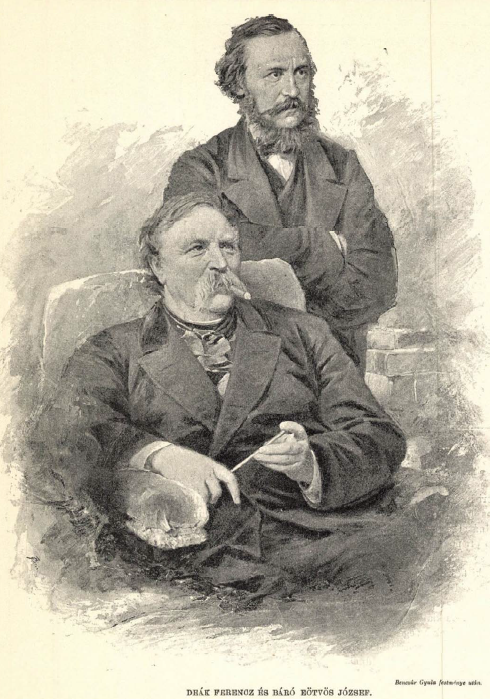
Deák Ferenc és Eötvös József

Az 1847-es pozsonyi országgyűlésre is mint képviselő akart elmenni, azonban Békés vármegyében, ahol birtokai voltak, nem volt esélye arra, hogy megválasszák, tehát visszalépett a jelöltségtől. Otthon maradt, és csak az 1848. március 3-ai kerületi ülés után ment el Pozsonyba, amikor a dolgok kedvező alakulását már előre láthatta. Az 1848-as forradalom elképzeléseinek diadalútja volt. Az első magyar felelős minisztérium megalakult, neki a vallás- és közoktatási tárca jutott. Deák Ferenccel és Széchenyi Istvánnal a mérsékeltebb, békésebb irányvonalat képviselte. Augusztus elején előterjesztette törvényjavaslatát, amelyet az ellenzék megtámadott, csak nagy nehézségek árán tudta javaslatát keresztülvinni.
Ezután már nem tudott maradandót alkotni:  ő mindig a birodalmi kormánnyal való kiegyezést pártolta, az események azonban egyre inkább forradalmi színt kezdtek ölteni. Batthyány, Lajos miniszterelnök lemondását követően, a szeptember 28-ai véres események (Lamberg grófnak a Lánchídon történt meglincselése) után Bécsbe utazott családjához, majd továbbment Münchenbe, ahol folytatta történelmi és bölcseleti tanulmányait, és kizárólag az irodalomnak élt.
1853-ban tért haza, s budai villájába vonult vissza. Még ez évben kiadta német nyelven azt a munkáját, amely Ausztria nagyhatalmi szerepének valódi biztosítékait tárgyalja. Megjelent németül Bécsben és Lipcsében.  E könyvét sokan félreértették: azzal vádolták, hogy az ország ősi jogait akarja feláldozni, hogy Ausztriának engedményeket tegyen. A politikai nemzeti liberalizmus egyik vezéralakjaként írja meg a szabadságharc leverése után az emigrációban politika-és jogfilozófiai főművét A XIX. század uralkodó eszméinek hatása az álladalomra I-II. kötet (1854) címmel. 1855-től szinte csak az Akadémiának és a Kisfaludy Társaságnak élt, amelyet a forradalom után ő szervezett újjá. 1866-ban az Akadémia elnökévé választották.
1861-től ismét komolyan részt vett a politikai életben. Pest városa országgyűlési képviselővé választotta, május 17-én mondta el híres beszédét a válaszfelirati vitában, amelyben európai álláspontról határozta meg teendőinket. A vitában végül a Deák Ferenc által előterjesztett felirati javaslatot fogadták el a Teleki-féle határozati javaslattal szemben, de így is a 48-as törvényekhez ragaszkodván és a Pragmatica Sanctiora hivatkozással elutasítva Ferenc József októberi diplomáját, februári pátensét és a birodalmi tanácsot. Így az uralkodó leiratának sikertelensége miatt feloszlatta az országgyűlést, és bevezette az ún. Schmerling-provizóriumot (1861-1865), Eötvös pedig újra visszatért az irodalomhoz.
Mint Pest város országgyűlési képviselő-testületének tagja megjelent a közgyűléseken. A provizórium évei alatt már az Akadémia elnöki székéből intézte szózatait a nemzethez.
Az 1861-es, 1865-ös és 1867-es országgyűléseken Eötvös Deák Ferenc politikájának leghűségesebb követője volt, és ezt az irányt inkább vele azonosították. 
Még egyszer megszólalt nemzetiségi kérdésekben, s mikor kihirdették az 1865-ös országgyűlést, lapot alapított (Politikai Hetilap címmel) a felmerülendő, főképp a kiegyezést érintő kérdések megvitatására. A kiegyezésben közvetlenül közreműködött.
A gróf Andrássy Gyula vezette kormányban (1867-1871) ismét a vallás- és közoktatási tárcát vállalta el. Most már kedvezőbb körülmények közt dolgozhatott, meghozta a liberális elveken nyugvó népiskolai közoktatásról szóló törvényt (1868. 38. tc.). Megindította a közép- és felsőiskolák reformját is. Javaslatára fogadta el az országgyűlés az akkori Európában kivételesen liberális nemzetiségi törvényt (1868. 44. tc.)
Ugyanazon zsidó, kit, ha csak keresztyénekkel látjuk viszonyokban, talán megvethetnénk; ki itt szívtelen fukar: különben mint jó atya, jó férj s mint vallásosainak hív barátja áll előttünk; a szegény zsidó nem fog hasztalan kopogni ajtaján, nincs senki oly alávaló Mózes követői között, kivel rokonságot nem érezne. Ugyanazon zsidó, ki félénken hízelg elnyomóinak s nyugodt egykedvűséggel hordja láncait, ellentállhatatlan hívséggel ragaszkodik vallásához, bátran néz minden kín, maga a halál elébe, inkább, mintsem, hogy apái oltárait elhagyná. Ugyanazon zsidó, ki talmudjából tanult előítéletekben gyermeki makacssággal ragaszkodik, Kánaán nemzetei  között hősi szilárdsággal megtartá egy Istenének hitét, s vele azon fenséges morált, melyen magasabban álló keresztyénségünk épült.
Az 1840-es években már írt a zsidók emancipációjáról, s amikor a törvényhozás 1867-ben ismét lehetővé vált, az egyik legelső törvény a zsidók egyenjogúsítása volt (1867. 17. tc.). Létrehozta az izraelita kongresszust, hogy a zsidók saját kezükbe vehessék egyházi és iskolai ügyeik vezetését. Az ortodox egyházat is teljes önkormányzathoz juttatta a szerb és a román kongresszussal. Végül a legnagyobb horderejű kérdést, a katolikus autonómia ügyét is ő mozdította el a holtpontról. A nevéhez fűződik a vegyes házasságból született gyermekek vallását szabályozó törvény (1868. 53. tc.) A vallásszabadságról szóló többi törvénye kevésbé volt sikeres, mivel a katolikusok ellenezték.
Az 1870. évi költségvetés tárgyalásakor az ellenzék heves támadásokat intézett ellene, melynek hatása alatt összeroppant. Karlsbadba ment felépülni, ám decemberben ismét súlyosan megbetegedett, és Pesten meghalt (1871. február 2.).
Ercsiben temették el, a családi sírboltban. 1879-ben szobrot emeltek emlékére azon a téren, amelyet róla neveztek el.

## Családja

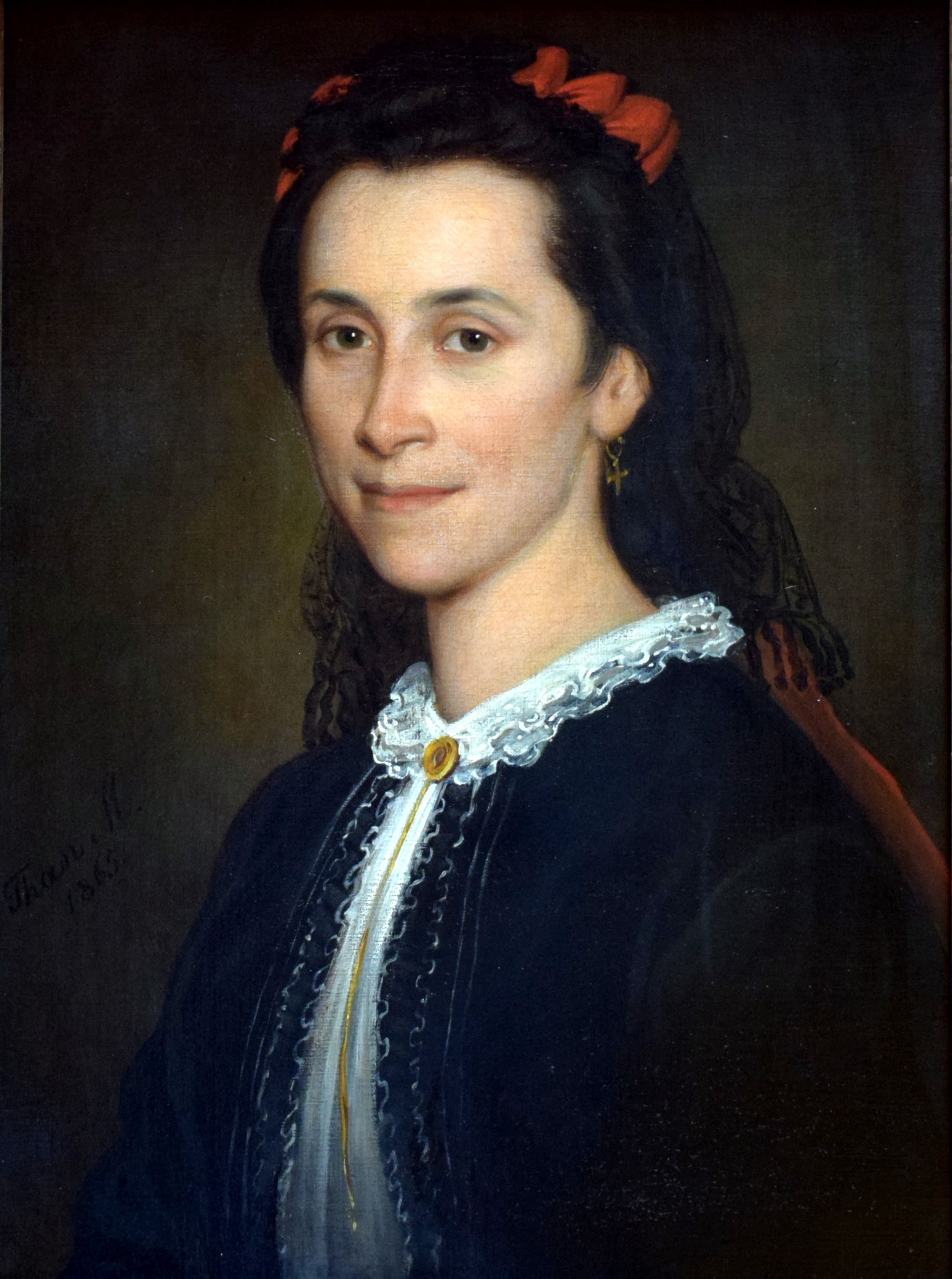
Vásárosnaményi báró Eötvös Józsefné barkóci Rosty Ágnes (1825–1913) portréja. Than Mór alkotása

1842. szeptember 13-án, Pesten, feleségül vette a barkóci Rosty család sarját, barkóci Rosty Ágnes Katalin Annát (Pest, 1825. szeptember 21. – Iharos, 1913. május 9.), Erzsébet királyné palotahölgyét, barkóci Rosty Albert (1779–1847) békési alispán és ehrenbergi Eckstein Anna (1801–1843) leányát. Néhány évvel később házassága révén Trefort Ágoston sógora lett, mivel ő meg elvette Ágnes húgát, Rosty Ilonát. Sógora lett a földrajztudós Rosty Pál, aki felfedezőként és fényképészként bejárta Texas, Új-Mexikó, Mexikó, Kuba és Venezuela területét 1857–1859-ben. 
Eötvös Józsefnek és feleségének öt gyermeke született:
- Ilona (1846–1924); földeáki Návay Lajos (1842–1905) felesége
- Jolán (1847–1919); pallini báró Inkey István (1842–1905) felesége
- Loránd (1848–1919), fizikus professzor, miniszter; neje Horvát Gizella (1853–1919)
- Mária (1851–1928); Ernst von Plener (1841–1923) osztrák pénzügyminiszter neje
- Dénes (1854–1854)

Az Eötvös családnak is a hegymászás volt a szenvedélye. Loránd és leányai, Rolanda és Ilona nemzetközi hírű alpinisták lettek.

## Emlékezete

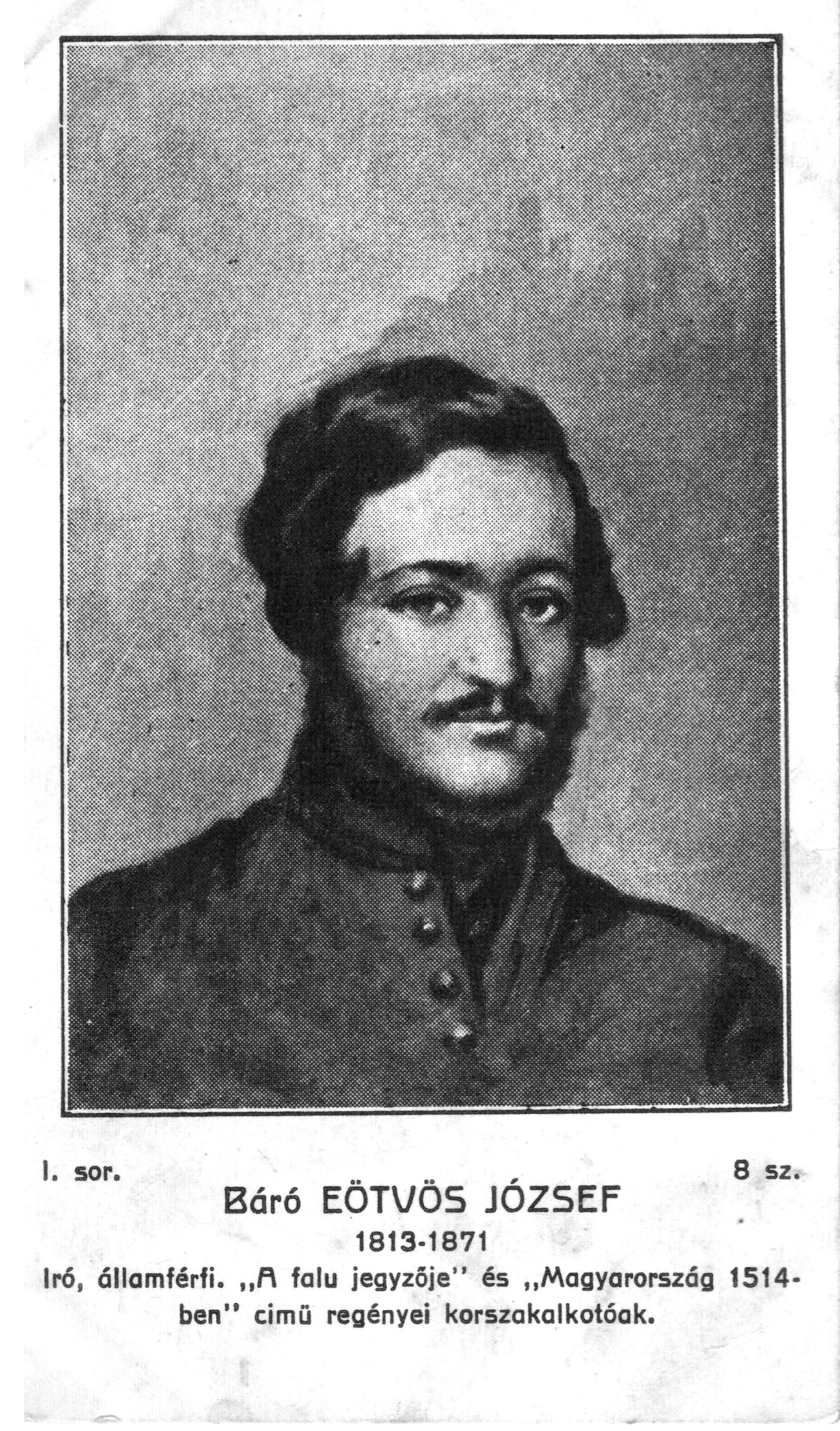
Eötvös József pesti kártyasorozaton

- Bősárkányi Eötvös József Általános Iskola (Bősárkány)
- Eötvös József Általános Iskola (Ercsi)
- Eötvös József Általános Iskola (Sajókeresztúr)
- Eötvös József Általános Iskola (Zalaegerszeg)
- Eötvös József Általános Iskola és Alapfokú Művészetoktatási Intézmény (Hajdúböszörmény)
- Eötvös József Általános Művelődési Központ (Diósd)
- Eötvös József Collegium (az ELTE keretén belül)
- Eötvös József Emlékmúzeum (Ercsi)
- Eötvös József Evangélikus Gimnázium, Egészségügyi és Művészeti Szakgimnázium (Sopron)
- Eötvös József Főiskola (Baja)
- Eötvös József Gimnázium (Budapest)
- Eötvös József Gimnázium (Heves)
- Eötvös József Gimnázium (Szeged)
- Eötvös József Gimnázium (Tata)
- Eötvös József Gyakorló Általános Iskola és Gimnázium (Nyíregyháza)
- Eötvös József Katolikus Általános Iskola és Óvoda (Orosháza)
- Eötvös József Művelődési Ház és Könyvtár (Ercsi)
- Eötvös József Szabadelvű Pedagógiai Társaság
- Eötvös József Szakközépiskola (Székelyudvarhely)
- Eötvös József-díj
- Eötvös József-koszorú
- Eötvös József-szobor (Budapest)
- Eötvös József-szobor (Ercsi)
- Eötvös József-szobor (Orosháza)
- Eötvös-obeliszk (Ercsi)
- Fejér Megyei Eötvös József Szakképző Iskola és Kollégium (Seregélyes)

## Írásai

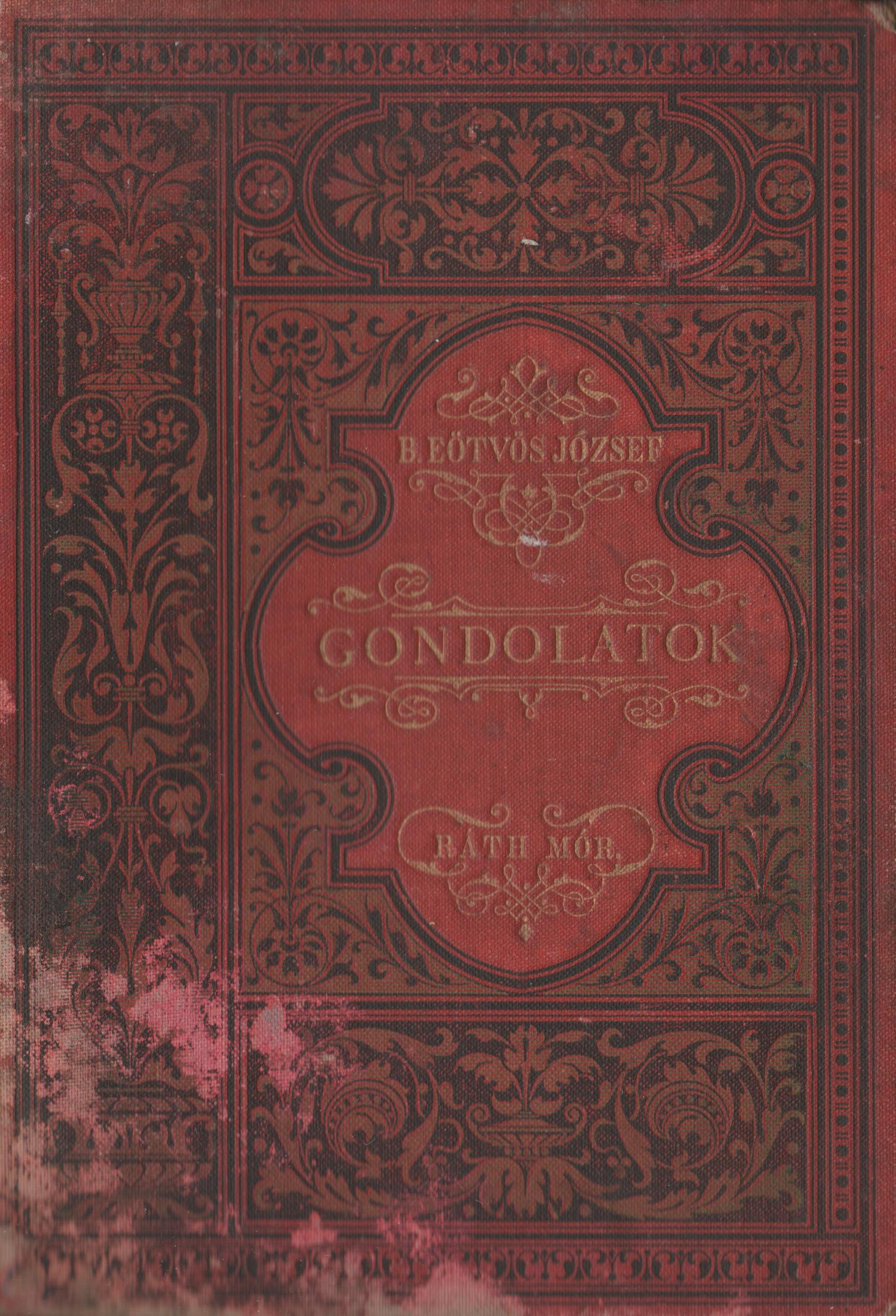
Eötvös József Gondolatainak 1883-as kiadása

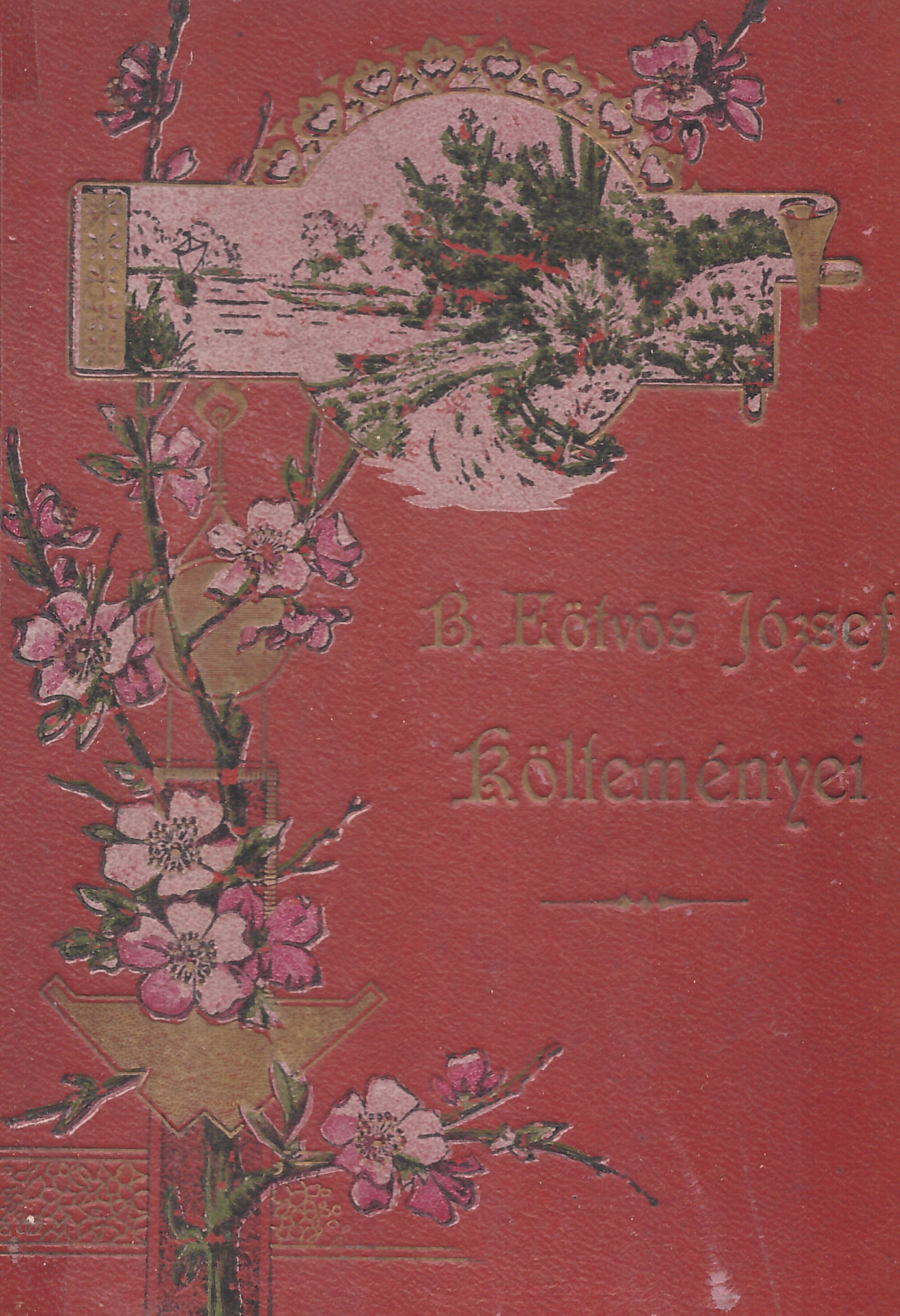
Eötvös József költeményeinek évszám nélküli, körülbelül 1880-as évekbeli kiadása

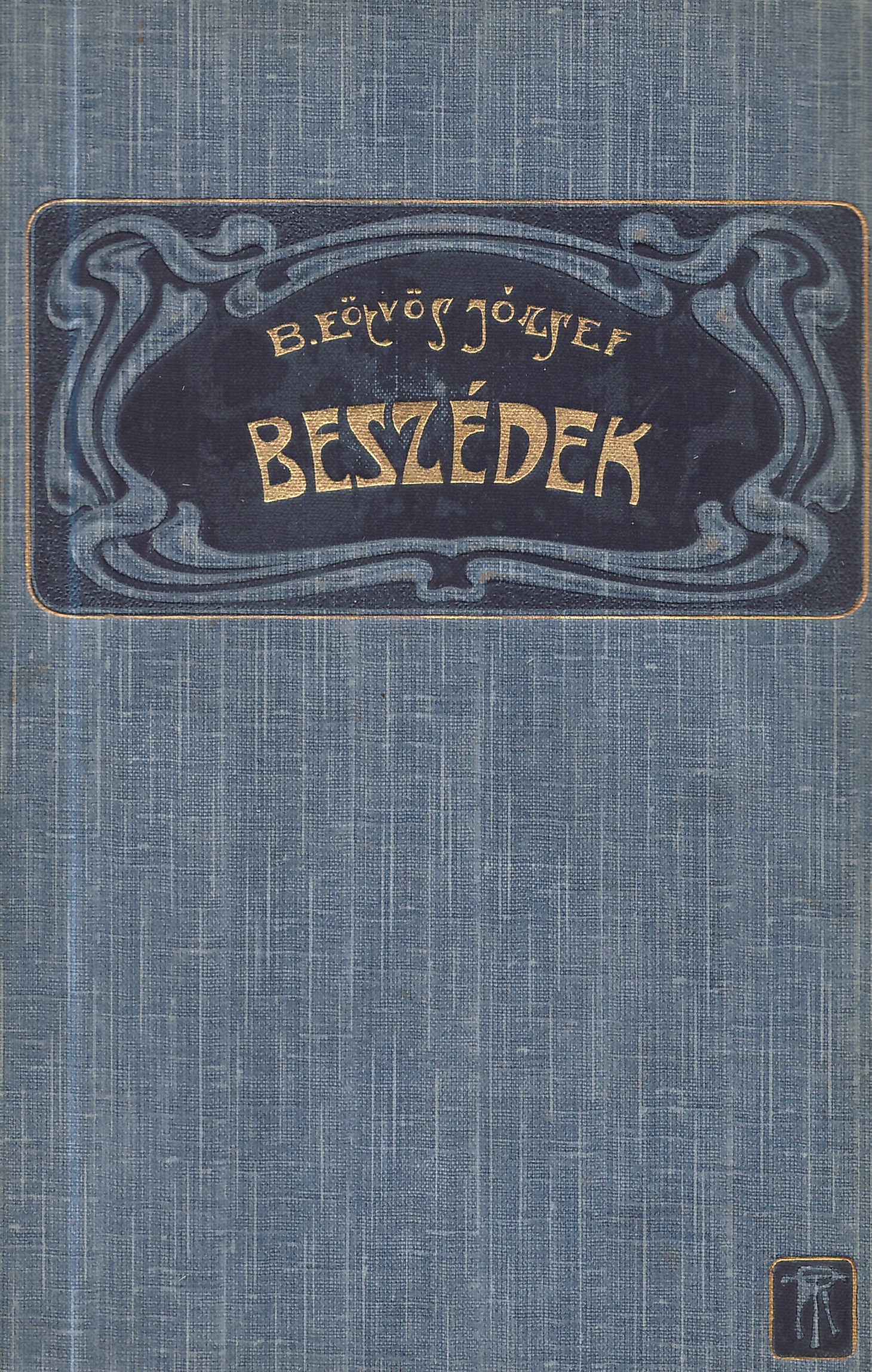
Eötvös József beszédeinek évszám nélküli, körülbelül 1900-as évekbeli kiadása

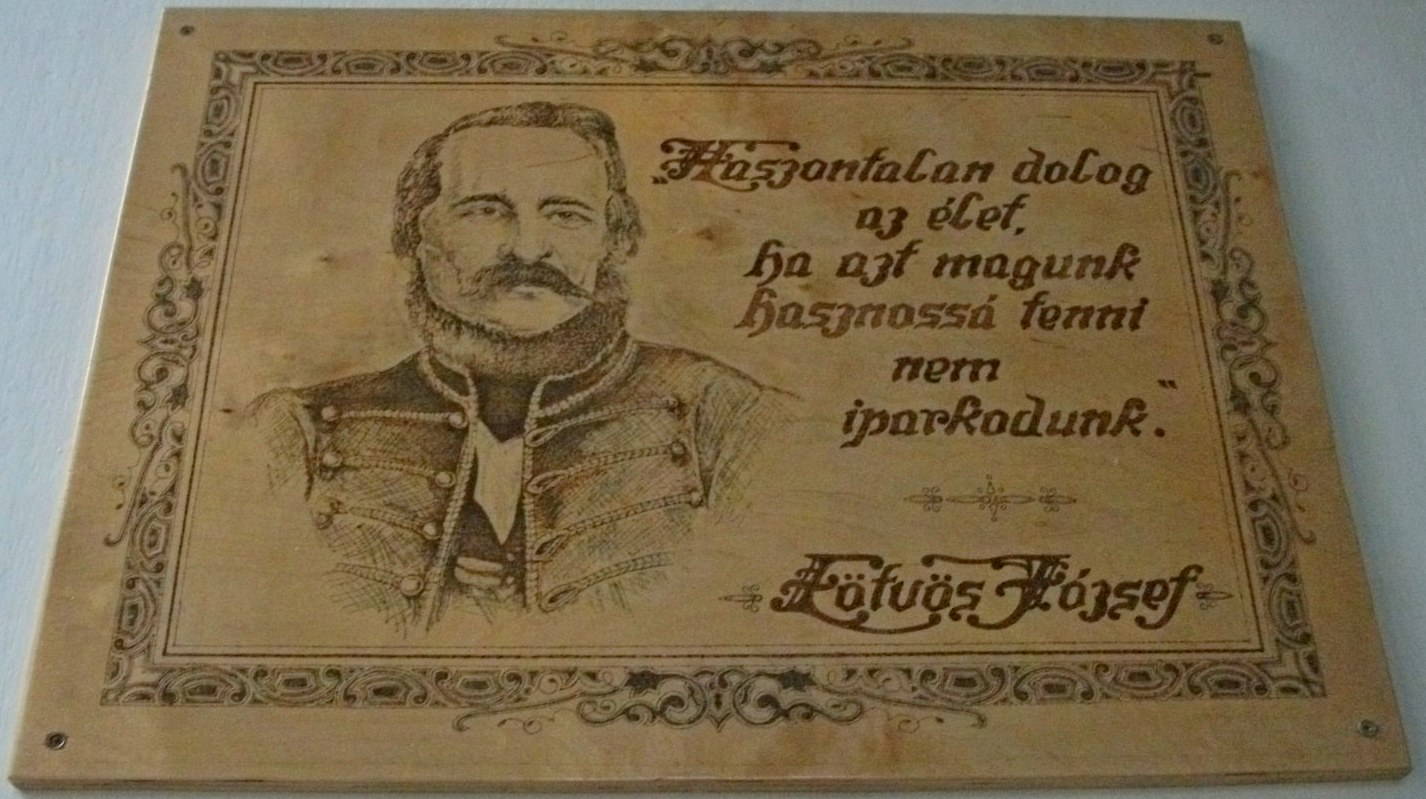
Eötvös Józsefről készült pirografia a Fejér Megyei Eötvös József Szakképző Iskola és Kollégium épületében

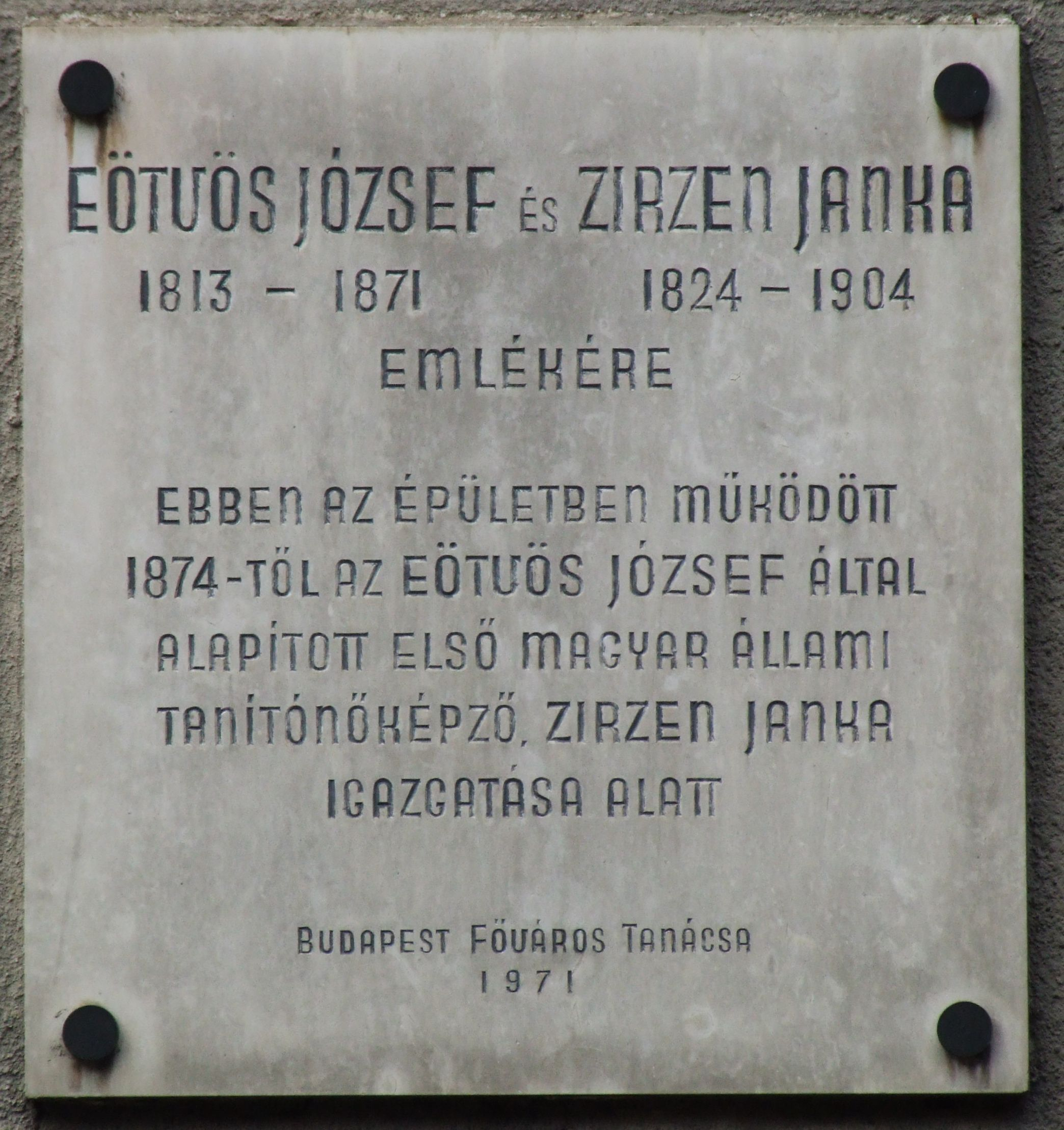
Emléktáblája:
II. kerület Csalogány utca 43.

- A kritikus apotheosisa, irta B. E. J. Pest, 1831 (A Conversations-Lexikoni perben Bajza József ellen intézett feddése)
- A házasulók, vigj. 3 felv., irta B. E. J. Pest, 1833
- Boszú (sic!), szomorújáték 5 felvonásban, Pest, 1834 (Debrecenben színre került 1836. április 21.)
- Angelo, dr. Hugo Victor után (Pest, 1836)
- Vélemény a fogházjavítás ügyében, ns. Borsod vármegye ebbeli küldöttségéhez (Pest, 1838)
- Die Emancipation der Juden. Aus dem Ungarischen übersetzt von Hermann Klein (Pest, 1840) (2. kiadása uo., 1841, magyarul a Budapesti Szemlében jelent meg; és külön Budapest, 1892 Online Ism. Nemzet 55. sz. olaszul uo., 1842)
- Kelet népe és Pesti Hirlap (Pest, 1841)
- A karthausi. (Pest, 1842. Két kötet (Ism. Athenaeum, 1841)
- Emlékbeszéd Kőrösi Csoma Sándor felett (Pest, 1843)
- A falu jegyzője. Regény (Pest, 1845) három kötet
- Reform. Lipcse, 1846 (és Pest 1868. Németül dr. H. ford, Lipcse, 1846 Online)
- Magyarország 1514-ben. Regény (Pest, 1847) (2. kiadás. Bpest, 1886. 3. k. uo., 1892. Németül Dux Adolf ford. uo., 1850)
- Über die Gleichberechtigung der Nationalitäten in Österreich (Lipcse, 1850) (2. kiadása Bécs, 1851. 3. k. Pest, 1871 Online)
- A XIX. század uralkodó eszméinek befolyása az álladalomra (Bécs és Pest, 1851, 1854) két kötet (Az OSZK Magyar Elektronikus Könyvtár programjában)
- Nővérek. Regény (Pest, 1857) két kötet
- Elbeszélések (Pest, 1859)
- Die Garantien der Macht und Einheit Oesterreichs (Lipcse, 1859)
- Felelet b. Kemény Gábor nehány szavára (Pest, 1860)
- Die Sonderstellung Ungarns vom Standpunkte der Einheit Deutschlands (Lipcse, 1859) (Irta egy magyar államférfiu, németből ford. Toldy István: Magyarország különállása Németország egységének szempontjából. Pest, 1861)
- Emlékbeszéd gr. Széchenyi István felett. Pest, 1860 (Németül uo., 1860)
- 1861. máj. 17. tartott országgyűlési beszéde (Pest, 1861) (Németül uo., 1861)
- Gyöngysarok b. Eötvös József összes szépirodalmi műveiből, fűzte Vachott Sándorné (Pest, 1861)
- Gondolatok (Pest, 1865)
- A nemzetiségi kérdés (Pest, 1865) Németül
- B. Eötvös József emlékbeszédei. Magyar írók, államférfiak (Pest, 1868) (Emlékbeszédek: Kölcsey Ferenc, Kőrösi Csoma Sándor, gróf Dessewffy József, Vörösmarty Mihály, Kazinczy Ferenc, gróf Széchenyi István, Reguly Antal, Szalay László, gróf Dessewffy Emil; Elnöki megnyitó beszédek I-X.) Online
- B. Eötvös József költeményei. (Budapest, 1871.) (Székely Bertalan és Lotz Károly rajzaival)
- A vallás- és közoktat. m. k. miniszternek az országgyűlés elé terjesztett jelentése a népiskolai közoktatás állapotáról. (Buda, 1870–71) Két rész.
- Für den Glanz des Hauses. Nach einem unvollendeten Romane des Verf. bearbeitet und ergänzt von Adolf Dux (Wien, 1873)
- Emlék- és ünnepi beszédek (Budapest, 1886)
- A zsidók emancipatiója (Budapest, 1892)
- "Neveljünk polgárokat...". Eötvös József levele Dessewffy Józsefhez. A hasonmásban mellékelt levél szövege; szerk. Fenyő István; Európa, Bp., 1984 (Kézirattár) + 1 hasonmás
- Eötvös József levelei fiához, Eötvös Lorándhoz; összegyűjt., szöveggond., jegyz. Benedek Mihály; Szépirodalmi, Bp., 1988
- Az élet fája. Eötvös breviárium; vál., szerk. Némethné Böhm Edit; Eötvös József Tanítóképző Főiskola, Baja, 1988
- Aforizmák; vál., bev. Sőtér István; Országos Eötvös József Emlékbizottság, Bp., 1988
- A francia forradalom története; szöveggond., tan., jegyz. Gángó Gábor; Szépirodalmi, Bp., 1990 (Ritkaságok)
- Az 1848iki forradalom története; sajtó alá rend., bev., jegyz. Gángó Gábor; kritikai kiad.; Argumentum, Bp., 1993 (Eötvös József történeti és állambölcseleti művei)
- A nemzetiségi kérdés; vál. Fábián Ernő, bev. Schlett István; Kriterion, Kolozsvár, 2011 (Téka)

### Eötvös József összes munkái. Révai, Budapest, 1901–1903
- A karthausi (1., 1901)
- A falu jegyzője (2-3., 1901)
- Magyarország 1514-ben (4-5., 1901)
- A nővérek (6., 1902)
- Elbeszélések (7., 1902)
- Beszédek: Emlék- és ünnepi beszédek (8., 1902)
- Beszédek: Politikai beszédek (9-10., 1902)
- Kelet népe és Pesti hírlap. Reform (11., 1902)
- Tanulmányok (12., 1902)
- A XIX. század uralkodó eszméinek befolyása az álladalomra (13-15., 1902)
- A nemzetiségi kérdés (16., 1903)
- Kisebb politikai czikkek (17., 1903)
- Költemények : Színművek (18., 1903)
- Gondolatok (19., 1903)
- Levelek : Életrajzok (20., 1903)

## Származása
| b. Eötvös József (Buda, 1813. szept. 3.– Pest, 1871. febr. 2.) író, politikus | Apja: b. Eötvös Ignác (Sály, 1786. febr. 25.– Velence, 1851. aug. 21.) bölcseleti és jogi doktor | Apai nagyapja: b. Eötvös Ignác (Kassa, 1763. jan. 6.– Buda, 1838. jún. 12.) főispán | Apai nagyapai dédapja: b. vásárosnaményi Eötvös Miklós (1716–1783) tábornok |
| b. Eötvös József (Buda, 1813. szept. 3.– Pest, 1871. febr. 2.) író, politikus | Apja: b. Eötvös Ignác (Sály, 1786. febr. 25.– Velence, 1851. aug. 21.) bölcseleti és jogi doktor | Apai nagyapja: b. Eötvös Ignác (Kassa, 1763. jan. 6.– Buda, 1838. jún. 12.) főispán | Apai nagyapai dédanyja: b. Splényi Anna-Mária (1732– ?)                     |
| b. Eötvös József (Buda, 1813. szept. 3.– Pest, 1871. febr. 2.) író, politikus | Apja: b. Eötvös Ignác (Sály, 1786. febr. 25.– Velence, 1851. aug. 21.) bölcseleti és jogi doktor | Apai nagyanyja: b. Szepessy Mária (1767–Kassa, 1832. aug. 5.)                       | Apai nagyanyai dédapja: b. négyesi Szepessy László                          |
| b. Eötvös József (Buda, 1813. szept. 3.– Pest, 1871. febr. 2.) író, politikus | Apja: b. Eötvös Ignác (Sály, 1786. febr. 25.– Velence, 1851. aug. 21.) bölcseleti és jogi doktor | Apai nagyanyja: b. Szepessy Mária (1767–Kassa, 1832. aug. 5.)                       | Apai nagyanyai dédanyja: Sebe Krisztina                                     |
| b. Eötvös József (Buda, 1813. szept. 3.– Pest, 1871. febr. 2.) író, politikus | Anyja: b. Anne von der Lilien (1786. szept. 28.– Pest, 1858. júl. 15.)                           | Anyai nagyapja: b. Joseph von der Lilien (1753–1828)                                | Anyai nagyapai dédapja: Alexander von der Lilien                            |
| b. Eötvös József (Buda, 1813. szept. 3.– Pest, 1871. febr. 2.) író, politikus | Anyja: b. Anne von der Lilien (1786. szept. 28.– Pest, 1858. júl. 15.)                           | Anyai nagyapja: b. Joseph von der Lilien (1753–1828)                                | Anyai nagyapai dédanyja: n.a.                                               |
| b. Eötvös József (Buda, 1813. szept. 3.– Pest, 1871. febr. 2.) író, politikus | Anyja: b. Anne von der Lilien (1786. szept. 28.– Pest, 1858. júl. 15.)                           | Anyai nagyanyja: Szapáry Julianna (1759–1788)                                       | Anyai nagyanyai dédapja: Szapáry Péter (1720–1798)                          |
| b. Eötvös József (Buda, 1813. szept. 3.– Pest, 1871. febr. 2.) író, politikus | Anyja: b. Anne von der Lilien (1786. szept. 28.– Pest, 1858. júl. 15.)                           | Anyai nagyanyja: Szapáry Julianna (1759–1788)                                       | Anyai nagyanyai dédanyja: Batthyány Izabella                                |

### Művei
- Arcképek és programok (MEK)
- A falu jegyzője (MEK)
- Éljen az egyenlőség (MEK)
- Emlékbeszéd Kőrösi Csoma Sándor felett (REAL-EOD)
- Eötvös József összes költeménye (MEK)
- A karthauzi (MEK)
- Magyar élet. Három novella (MEK)
- Magyarország 1514-ben. Regény (MEK)
- Magyarország 1514-ben. Hangoskönyv (MEK)
- A nővérek (regény). Elbeszélések (MEK)
- Eötvös József művei a Mercator Stúdió Elektronikus Könyvkiadónál Archiválva 2008. május 16-i dátummal a Wayback Machine-ben
- Eötvös József Petőfi költeményeiről a Gépeskönyvben
- Eötvös Loránd és Eötvös József levelezése
- Kultúra és nevelés (MEK)
- Naplójegyzetek-gondolatok : 1864-1868. (Budapest, 1941) (REAL-EOD)
- Kelet népe és Pesti hirlap; Reform. (Budapest, 1902) (REAL-EOD)

### Szakirodalom
- Az Eötvös sulineten – sok illusztrációval
- A magyar irodalom arcképcsarnoka (MEK)
- Bényei Miklós: Eötvös József könyvei és eszméi (MEK)
- Élet és Tudomány 1998. A nevelésről
- A sulinet.hu oldalán
- Az Eötvös József Emlékmúzeum oldala
- Eötvös József művészetpolitikája a Művészet című lapban
- Eötvös József üzenete, dr. Kéri Katalin neveléstudományi írása
- Hajdú János: Eötvös József báró első minisztersége, 1848. Budapest, 1933
- Bihari Károly: Báró Eötvös József politikája. Magyar Tudományos Akadémia, Budapest, 1916
- Sőtér István: Eötvös József; 2., átdolg. kiad.; Akadémiai, Bp., 1967
- Bényei Miklós: Eötvös József olvasmányai; Akadémiai, Bp., 1972 (Irodalomtörténeti füzetek)
- Ábránd és valóság. Tanulmányok Eötvös Józsefről; Szépirodalmi, Bp., 1973
- Felkai László: Eötvös József közoktatásügyi tevékenysége; Akadémiai, Bp., 1979
- Fábián Ernő: Az ember szabad lehet. Eötvös József eszmevilága; Dacia, Kolozsvár-Napoca, 1980 (Kismonográfiák)
- Schlett István: Eötvös József; képvál. C. Wilhelmb Gizella; Gondolat, Bp., 1987 (Magyar história. Életrajzok)
- Baka András: Eötvös Józseftől Jászi Oszkárig. A magyar nemzetiségi politikai gondolkodás változásai; Közgazdasági és Jogi, Bp., 1990
- Galántai József: Nemzet és kisebbség Eötvös József életművében; Korona, Bp., 1995
- Bényei Miklós: Eötvös József könyvei és eszméi. Tanulmányok, esszék; Csokonai, Debrecen, 1996 (Csokonai história könyvek)
- Eötvös József (1813–1871). Válogatott bibliográfia; összeáll. Bokrosné Stramszky Piroska, Szabóné Lenkefi Ildikó; II. Rákóczi Ferenc Megyei Könyvtár, Miskolc, 1998
- Gángó Gábor: Eötvös József az emigrációban; Kossuth Egyetemi, Debrecen, 1999 (Csokonai könyvtár)
- Bődy Pál: Eötvös József; Eötvös, Bp., 2004
- Taxner-Tóth Ernő: (Köz)véleményformálás Eötvös regényeiben; Kossuth Egyetemi, Debrecen, 2005 (Csokonai könyvtár)
- Gángó Gábor: Eötvös József uralkodó eszméi. Kontextus és kritika; Argumentum–Bibó István Szellemi Műhely, Bp., 2006 (Eszmetörténeti könyvtár)
- Devescovi Balázs: Eötvös József. 1813–1871; Kalligram, Pozsony, 2007 (Magyarok emlékezete)
- Bartusz-Dobosi László: Aki hitét veszti, elmerül. Báró Eötvös József katolicizmusa; Kairosz, Bp., 2011
- Wéber Antal: Magyarország 1514-ben és 1848-ban. Történelmi regény vagy regényes történelem; Argumentum, Bp., 2011 (Irodalomtörténeti füzetek)
- A kincset csak fáradsággal hozhatjuk napvilágra. Tanulmánykötet báró Eötvös József születésének 200. évfordulójára; szerk. Gángó Gábor; ELTE Eötvös József Collegium, Bp., 2013
- Báró Eötvös József születésének 200. évfordulója alkalmából. VI. Szegedi Jogtörténeti Napok; szerk. Varga Norbert; SZTE ÁJK Magyar Jogtörténeti Tanszék, Szeged, 2014
- Eötvös hite. Egy hiteles ember közéleti hatékonysága; szerk. Benkő Ágota, Vértesaljai László; JTMR Faludi Ferenc Akadémia, Bp., 2014 (Jezsuita könyvek. Agóra)